# Esőbot
Az esőbot egy feltehetőleg dél-amerikai eredetű idiofon hangszer. A cső hosszú, üreges, és apróságokkal (gyöngy, bab, kavicsok) van töltve. A belsejében spirálisan, csigalépcsőszerűen pálcikák vannak elhelyezve. Ha a botot fejtetőre állítjuk, a gyöngyök lassan lecsorognak a cső aljára, de közben meg-megpattanak a pálcikákon, ezzel előidézve a zivatarra emlékeztető neszeket. Az esőbot egy olyan eszköz, ami vagy atmoszférát teremtő hangot ad, vagy rázóhangszerként használható.

## Eredete
Az általános feltételezés szerint az esőbotot Dél-Amerikában a chilei bennszülöttek találták ki, és hittek abban, hogy ha játszanak rajta, eső érkezik.

## Felépítése
Az, hogy milyen anyagokból áll egy esőbot, leginkább a helyben elérhető növényeken és anyagokon múlik; természetesen a nagy mennyiségben gyártott esőbotoknál az előállítási költségtől is függ.
Az esőbot hagyományosan szárított kaktuszszárból (esetleg bambuszból) készül úgy, hogy a kaktusz tüskéit kitépik, megfordítják, és visszatolják a szárba, ezekből lesznek a spirálisan elhelyezett pálcikák és apró kavicsokat tesznek a szárba, hogy leguruljanak a tűkön. Néha (fém)szegeket is használnak, de a „tüskés” esőbotnak tónusosabb, zeneibb hangja van.
A nagyobb mennyiségben (kézzel) gyártott esőbotokat, melyeket gyakran oktatási célokra használnak, a bennük lévő gyöngyökkel együtt leginkább műanyagból vagy fémből csinálják, ugyanis ez nagyban csökkenti az előállítási költségeket.

## Játék
Kétféle (lényegileg) különböző hangzást lehet elérni egy esőboton. Az egyik lehetőség, hogy elfordítjuk, így érhetjük el magát az esőhöz hasonlító hangeffektust – az elfordítás szögével tudjuk szabályozni a hang erősségét, illetve diszkrétebb hangzást érhetünk el, ha nagyobb felületen érintjük meg a hangszert. Másik lehetőség a shakerszerű használat, amikor az esőbotot ütemesen rázzuk.

## Külső hivatkozások
- Egyszerű esőbot készítése háztartási anyagokból (angolul)
- Kicsit bonyolultabb változat (angolul)